# سووبودا (شهرستان سالاواتسکی، باشقیرستان)
سووبودا (انگلیسی: Svoboda, Salavatsky District, Republic of Bashkortostan) یک شهرک در شهرستان سالاواتسکی استان باشقیرستان کشور روسیه است.